# Rising
Rising — другий студійний альбом англійського гурту Rainbow, представлений 17 травня 1976 року. Платівка досягла 48-ї позиції у американському чарті Billboard 200 та 6-ї — у Великій Британії.

## Про альбом
Запис альбому розпочався у лютому 1976 року, коли музиканти зібрались у мюнхенській студії Musicland. Продюсером цього альбому, як і попереднього, став Мартін Бірч. Для повноцінного запису платівки знадобилось всього 10 днів. Музиканти грали настільки чітко та злагоджено, що більшість композицій було записано із 2-3 дубля, а «Light in the Black» вдалось записати із першої спроби.
«Stargazer» — восьмихвилинний епік, котрий поєднав у собі хеві-метал, прогресивний- і симфонічний рок — розповідає про чарівника, чия затія злетіти шляхом будівництва вежі до самих зірок привела до трагедії і поневолення великої кількості людей. Наступна після неї «A Light in the Black» оповідає про рабів, які втратили сенс існування після смерті чарівника і котрі не знають, куди іти та що робити.
Згідно із AllMusic Guide, «Блекмор і Діо на піку своїх творчих сил…. [Альбом] зафіксував неокласичні металеві пошуки гітариста у найбільш амбітному вигляді і освоєння співаком фентезійної лірики — зразок того, чим він займеться після цього.»
Платівка надійшла у продаж у травні того ж року і протягом наступних декількох років набула статусу класичного у хард-році. У 1981 року Rising очолила читацький список найвеличніших хеві-метал-альбомів усіх часів, упорядкований журналом Kerrang!.

## Список композицій
Автор музики і слів Ронні Джеймс Діо і Річі Блекмор. 
| сторона А | сторона А                | сторона А  |
| #         | Назва                    | Тривалість |
| --------- | ------------------------ | ---------- |
| 1.        | «Tarot Woman»            | 5:58       |
| 2.        | «Run with the Wolf»      | 3:48       |
| 3.        | «Starstruck»             | 4:06       |
| 4.        | «Do You Close Your Eyes» | 2:58       |

| сторона Б | сторона Б              | сторона Б  |
| #         | Назва                  | Тривалість |
| --------- | ---------------------- | ---------- |
| 5.        | «Stargazer»            | 8:26       |
| 6.        | «A Light in the Black» | 8:12       |

### Делюкс-видання 2011 року
| Диск 1 | Диск 1                                     | Диск 1     |
| #      | Назва                                      | Тривалість |
| ------ | ------------------------------------------ | ---------- |
| 1.     | «Tarot Woman» (New York Mix)               | 6:01       |
| 2.     | «Run with the Wolf» (New York Mix)         | 3:41       |
| 3.     | «Starstruck» (New York Mix)                | 4:06       |
| 4.     | «Do You Close Your Eyes» (New York Mix)    | 3:00       |
| 5.     | «Stargazer» (New York Mix)                 | 8:26       |
| 6.     | «A Light in the Black» (New York Mix)      | 8:12       |
| 7.     | «Tarot Woman» (Los Angeles Mix)            | 6:05       |
| 8.     | «Run with the Wolf» (Los Angeles Mix)      | 3:45       |
| 9.     | «Starstruck» (Los Angeles Mix)             | 4:05       |
| 10.    | «Do You Close Your Eyes» (Los Angeles Mix) | 2:58       |
| 11.    | «Stargazer» (Los Angeles Mix)              | 8:22       |
| 12.    | «A Light in the Black» (Los Angeles Mix)   | 8:11       |

| Диск 2 | Диск 2                                       | Диск 2     |
| #      | Назва                                        | Тривалість |
| ------ | -------------------------------------------- | ---------- |
| 1.     | «Tarot Woman» (Rough Mix)                    | 6:06       |
| 2.     | «Run with the Wolf» (Rough Mix)              | 3:49       |
| 3.     | «Starstruck» (Rough Mix)                     | 4:04       |
| 4.     | «Do You Close Your Eyes» (Rough Mix)         | 3:04       |
| 5.     | «Stargazer» (Rough Mix; with keyboard intro) | 9:08       |
| 6.     | «A Light in the Black» (Rough Mix)           | 8:12       |
| 7.     | «Stargazer» (Pirate Sound Tour Rehearsal)    | 8:34       |

## Учасники запису
- Ронні Джеймс Діо — вокал
- Річі Блекмор — гітара
- Тоні Кері — синтезатор
- Джиммі Бейн — бас-гітара
- Козі Павелл — ударні